# Бечари (община Соколац)
Бечари (на сръбски: Бећари) е село в Босна и Херцеговина, разположено в община Соколац, в ентитета на Република Сръбска. Населението му според преброяването през 2013 г. е 38 души, от тях: 37 (97,36 %) бошняци и 1 (2,63 %) не се е определил.

## Население
Численост на населението според преброяванията през годините:
- 1961 – 128 души
- 1971 – 168 души
- 1981 – 323 души
- 1991 – 290 души
- 2013 – 38 души